# Cloracne
La cloracne o acne clorica è un'eruzione cutanea provocata dalla reazione dell'organismo a certi idrocarburi aromatici alogenati, come le diossine clorurate. In alcuni casi le cicatrici provocate dalla cloracne possono essere permanenti. Come manifestazione di un'intossicazione il suo riferimento nel nome all'acne è considerato un'errata definizione.

## Manifestazioni
Le zone più colpite sono il volto e le braccia, si forma un eritema che può portare a cicatrici.

## Eziologia
Si manifesta a seguito dell'esposizione prolungata sia a contatto che per inalazione o ingestione ad alcuni composti alogenati ed in particolare diossine come la 2,3,7,8-tetraclorodibenzo-p-diossina (TCDD).
Nel 2011, con un decreto del 25 luglio, il Congresso degli Stati Uniti ha introdotto una legge a favore dei veterani americani e dei loro discendenti, colpiti dalla cloracne e da altre malattie legate all'avvelenamento da Agente Arancio, durante la guerra del Vietnam.
Secondo una sentenza della Corte Suprema di Seul (Corea del Sud) del 18 luglio 2013 la Monsanto dovrà rimborsare le spese per cure mediche, a 39 veterani sudcoreani della guerra del Vietnam. La Corte suprema ha ammesso che la causa della cloracne dei militari è strettamente legata al loro contatto diretto con l'Agente Arancio.